# 山形県立自然博物園
山形県立自然博物園（やまがたけんりつしぜんはくぶつえん）は、山形県西村山郡西川町にある自然学習施設である。

## 概要
磐梯朝日国立公園内、姥ケ岳の山麓、石跳川の沢沿いに位置する。自然を学び、地球環境の維持、自然保護を目的に野外自然学習施設として開園した。園内の面積は約245ヘクタールに及び、ブナの原生林などが広がる。
インタープリターが無料でブナの原生林への案内を毎日2回行っている。

## 施設概要
- ネイチャーセンター
  - 植物園の拠点となる建物。月山の資料なども展示している。
- 野外遊歩道
- 野鳥観察小屋
- 展望台
- 体験ゾーン

など

## 入館料
無料

## 開園期間・開館時間
- 開園期間
  - 5月1日〜10月31日[4]
- 開館時間
  - 午前9:00〜午後5:00

## 休館日
- 毎週月曜日 （国民の祝日の場合は翌日）[4]

## アクセス
- バス
  - JR山形駅→月山行き(1時間20分)→月山荘前下車[4]
    - バスは季節運行の為、注意が必要[4]。
- 車
  - JR寒河江駅より50分[5]
  - 山形自動車道月山ICより10分[5]

## 周辺
- 弓張平公園
- 月山志津温泉
- 山形県道114号月山志津線
- 月山道路